# Třída V 1
Třída V 1 byla třída torpédoborců německé Kaiserliche Marine z období první světové války. V Německu byly kategorizovány jako velké torpédové čluny. Celkem bylo postaveno osm jednotek této třídy, z toho dvě během stavby zakoupilo Řecké námořnictvo. Německé torpédoborce byly ve službě v letech 1912–1929. Jeden německý torpédoborec byl ztracen za světové války, ostatní zůstaly ve službě v redukovaném poválečném německém námořnictvu Reichsmarine. Řecká plavidla byla od prosince 1916 do prosince 1918 obsazena a do konce první světové války provozována francouzským námořnictvem. Obě byla vyřazena roku 1919.
Na třídu V 1 koncepčně navazovaly ještě torpédoborce tříd G 7 a S 13. Celá skupina čítala 26 plavidel, tedy dvě flotily pro německé námořnictvo a dvě plavidla pro Řecko. Následně se německé loděnice opět vrátily ke stavbě větších torpédoborců.

## Stavba
Německé námořnictvo v programu pro rok 1911 objednalo stavbu flotily dvanácti torpédoborců, přičemž po šesti jednotkách měly dodat loděnice AG Vulcan Stettin ve Štětíně a Germaniawerft v Kielu. Trupová čísla torpédoborců měla původně navazovat na existující číselnou řadu (od čísla 198), avšak protože námořnictvo požadovalo menší torpédoborce, od kterých očekávalo větší obratnost. Proto byla nová plavidla číslována od jedničky. Plavidla loděnice AG Vulcan představují třídu V 1 a Germaniawerft následující třídu G 7. Zkoušky přitom později prokázaly, že zmenšení plavidel naopak vedlo ke zhoršení jejich nautických vlastností. Stavba torpédoborců byla zahájena roku 1911. Rozestavěné jednotky V 5 a V 6 v červenci 1912 zakoupilo Řecko. Náhradou byly roku 1912 rozestavěny ještě sedmá a osmá jednotka, nesoucí opět jména V 5 a V 6, neboť představovaly jejich náhradu. Torpédoborce byly do služby přijaty v letech 1912–1913.
Jednotky třídy V 1:
| Jméno              | Zahájení stavby | Spuštění na vodu   | Zařazena do služby | Status                      |
| ------------------ | --------------- | ------------------ | ------------------ | --------------------------- |
| V 1                | 1911            | 11. září 1911      | leden 1912         | Vyřazen 1929.               |
| V 2                | 1911            | 14. října 1911     | březen 1912        | Vyřazen 1929.               |
| V 3                | 1911            | 15. listopadu 1911 | květen 1912        | Vyřazen 1929.               |
| V 4                | 1911            | 23. prosince 1911  | červen 1912        | Dne 1. června 1916 potopen. |
| Nea Genea (ex V 5) | 1911            | 29. února 1912     | červenec 1912      | Vyřazen 1919.               |
| Keravnos (ex V 6)  | 1911            | 22. května 1912    | červenec 1912      | Vyřazen 1919.               |
| V 5                | 1912            | 25. dubna 1913     | červenec 1913      | Vyřazen 1929.               |
| V 6                | 1912            | 28. února 1913     | květen 1913        | Vyřazen 1929.               |

## Konstrukce

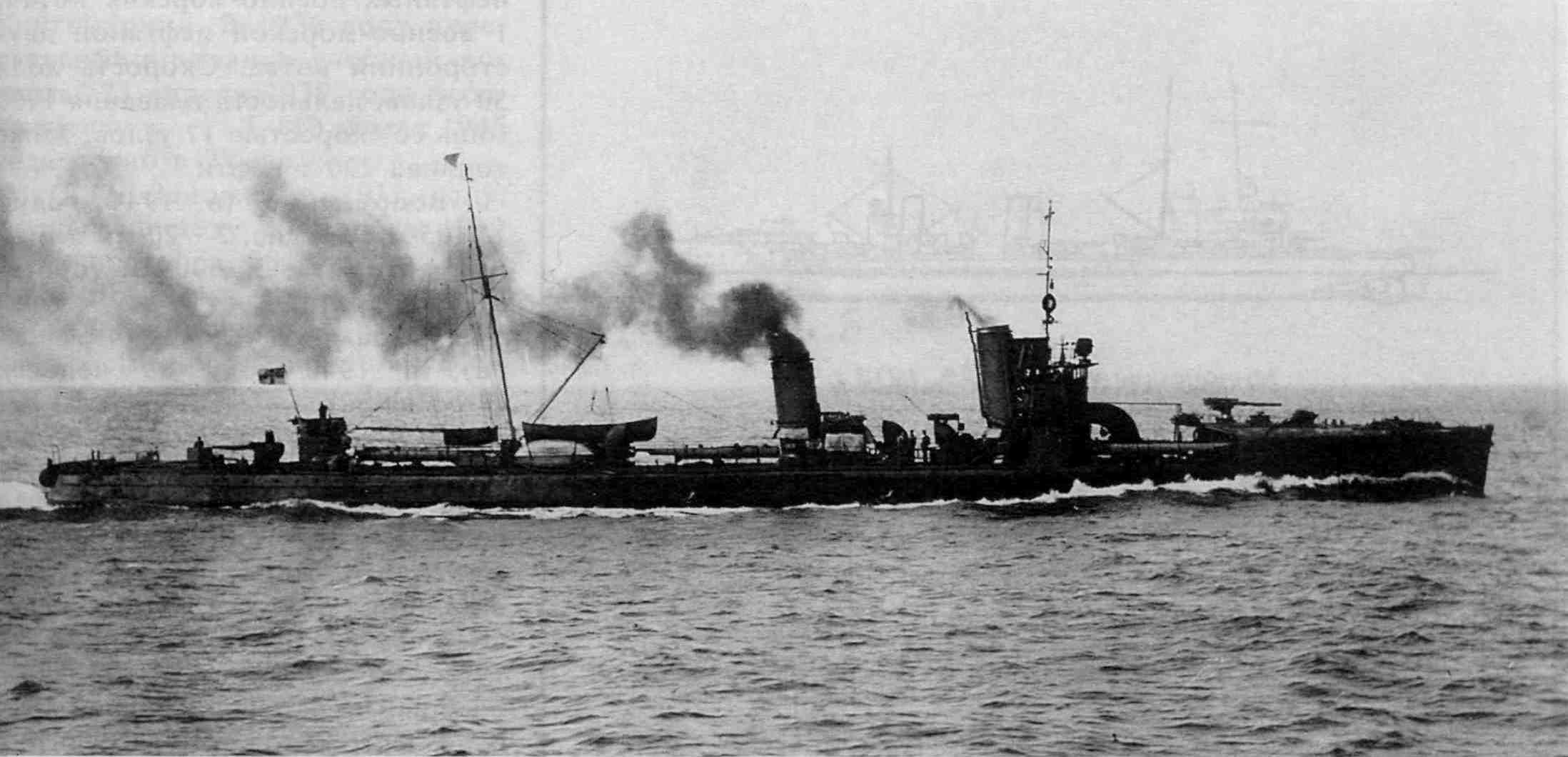
SMS V 2

Hlavní výzbroj představovaly dva 88mm/27 kanóny SK L/30 C/08, čtyři jednohlavňové 500mm torpédomety a až osmnáct námořních min. Pohonný systém tvořily čtyři kotle Marine a dvě parní turbíny AEG-Vulcan o výkonu 17 000 hp, pohánějící dva lodní šrouby. Měly dva komíny. Nejvyšší rychlost dosahovala 32 uzlů. Dosah 1190 námořních mil při rychlosti sedmnáct uzlů.

### Modernizace

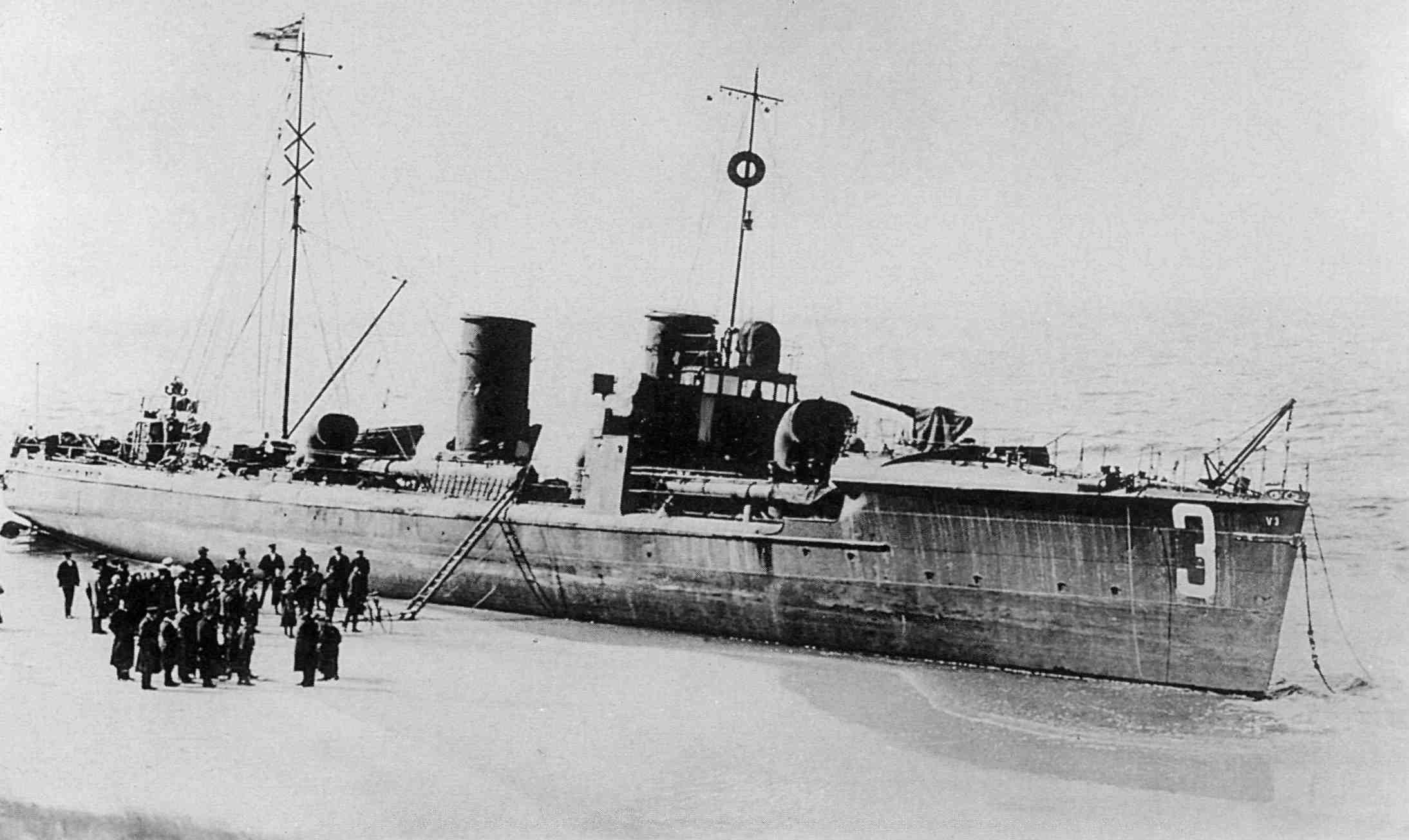
SMS V 3

Německá plavidla byla roku 1916 přezbrojena dvěma 88mm/42 kanóny TK L/45 C/14.
V letech 1921–1922 byla pětice přeživších německých torpédoborců modernizována. Jejich výzbroj tvořily dva 105mm/42 kanóny SK C/06 a dva 500mm torpédomety. Původní kotle nahradily tři nové, spalující uhlí a topný olej (neseno bylo 150 a 76 tun). Dosah plavidel byl 1750 námořních mil při rychlosti sedmnáct uzlů. Plavidla měla standardní výtlak 670 tun a plný 753 tun.